# Mecynargoides
Mecynargoides kolymensis és una espècie d'aranya araneomorfa de la subfamília Erigoninae, dins de la família Linyphiidae. És l'únic membre del gènere monotípic Mecynargoides.
Fou descrit per primera vegada per Kiril Ieskov  l'any 1988,
És un endemisme que es pot trobar a Rússia i Mongòlia.